# Geschiedenis van Italië
De geschiedenis van Italië is een lange geschiedenis, waarin de stad Rome kwam te overheersen, hoewel er ook buiten Rome veel interessante ontwikkelingen waren.

## Etymologie van de naam Italië

Evolutie van het begrip "Italië" tijdens de Romeinse periode

De naam Italië (Italia) is een oude naam voor het land en de volkeren van Zuid-Italië. Zijn oorsprong is onduidelijk, maar zou Grieks zijn voor "het land van vee", "Kalveren" of "Kalfsvlees".
Volgens Massimo Pallottino was de naam voor het gebied oorspronkelijk afgeleid van de Itali, een bevolkingsgroep afkomstig uit het huidige Calabrië. De Grieken gingen geleidelijk de naam voor een groter gebied gebruiken, maar het was pas de tijd van de Romeinse verovering dat de term werd uitgebreid tot het hele schiereiland.
Munten die de naam Italia dragen werden gemunt door een bond van Italische volkeren (Sabijnen, Samnieten, Umbriërs en anderen) die met Rome wedijverden in de 1e eeuw voor christus
Omstreeks de tijd van keizer Augustus werd het multi-etnische gebied van Italië in de provincia Italia als centrale eenheid in het Romeinse Rijk opgenomen; Gallia Cisalpina, de Povlakte en omliggende gebieden in het noorden, kwam bijvoorbeeld in 42 v.Chr. bij Italia. Na de val van het West-Romeinse Rijk en de Lombardische invasies, werden "Italië" of "Italiaan" geleidelijk de collectieve naam voor verschillende staten die op het schiereiland verschijnen en hun overzeese eigendommen.

## Prehistorie
Er zijn sporen gevonden van de cardiaal-impressocultuur uit het zevende millennium voor Christus.

### Bronstijd

#### Nuraghencultuur
De vroegste cultuur in Italië was waarschijnlijk de Nuraghencultuur (vanaf 6e millennium v.Chr.) op Sardinië, die gekenmerkt werd door de hoge ronde ruwstenen torens.

#### Terramarecultuur
De Terramarecultuur ontleent haar naam aan de residu's van zwarte aarde (terremare) van nederzettingsheuvels, die lange tijd aan de nood aan vruchtbare aarde voor plaatselijke boeren voldeed. De nederzettingen van de mensen uit dit tijdperk mogen gerust worden vergeleken met die van hun neolithische voorgangers. Zij waren nog steeds jagers, maar hadden dieren reeds gedomesticeerd; zij waren tamelijk bekwame metaalbewerkers, en goten brons in stenen en kleien gietmallen, en zij waren ook landers, die bonen, wijnstokken, tarwe en vlas cultiveerden. Men is de mening toegedaan dat de Terremarecultuur een vroege cultuuruiting van de Italischsprekende Indo-Europeanen zou kunnen zijn.

## Oudheid

### Etrusken
De Etrusken (Gr. Τυρσηνοί/Tyrsênoi of Τυρρηνοί/Tyrrhênoi; Lat. Tusci of Etrusci; Etr. Rasenna of Rasna) vormden een bevolkingsgroep die van omstreeks de negende tot en met de eerste eeuw v.Chr. het gebied tussen de rivieren de Arno en de Tiber (thans Toscane, Umbrië en Latium) in Italië bewoonde. Dit gebied noemt men in dit kader Etrurië.

### Magna Graecia
Magna Graecia, Latijn voor Groot-Griekenland was de antieke benaming voor Zuid-Italië en Sicilië. Deze gebieden waren door de Grieken gekoloniseerd vanaf ongeveer 800 v.Chr. (Tot op de dag van vandaag is er een kleine Griko sprekende minderheid in Zuid-Italië.) Een aantal belangrijke kolonies van Magna Graecia, zoals Neapolis (huidige Napels) en Syracuse, hebben een belangrijk aandeel gehad in de culturele vorming van de Romeinen.
De Grieken vestigden zich altijd dicht bij de kust. In het binnenland handhaafden zich inheemse Italische volkeren. In Sicilië waren die (Siculi, Sicani, Elymi) zo verzwakt dat ze geen ernstige bedreiging meer vormden voor de Griekse koloniën, maar in het zuiden van het Italiaanse schiereiland was dat anders. Hier ontpopten zich vanaf de 5e eeuw v.Chr. vooral de Samnieten als gevaarlijke tegenstanders.

### Romeinse Rijk

Noord-Italië in de derde en vierde eeuw voor Christus

De geschreven geschiedenis van Italië begint wanneer de Grieken enkele steden stichten in het zuiden van het land. In het noorden van Italië woonden de cisalpiene Kelten (het latere Gallia Cisalpina). In het centrum heersten de Etrusken en in het zuiden de Grieken, en precies tussen die twee gebieden lag het omstreden Latium, waar de Latijnen, een Italisch volk, woonden.
Rome werd de belangrijkste stad van dit gebied en kreeg steeds meer macht. Nadat de Romeinen eerst de omliggende steden hadden veroverd, versloegen ze in de 4e eeuw v.Chr. de Etrusken en in de 3e eeuw v.Chr. de Grieken in het zuiden. Later versloegen ze ook de Galliërs in de Povlakte.
Zo verkregen zij uiteindelijk het gehele Italiaanse schiereiland. In de derde eeuw werd het Roomse koninkrijk omgevormd tot een republiek. De Romeinen begonnen hun vele expansie-oorlogen onder leiding van bekende generaals als Scipio Africanus, Aemilius Paullus, Scipio Aemilianus, Gaius Marius, Lucius Sulla, Pompeius en Julius Caesar.

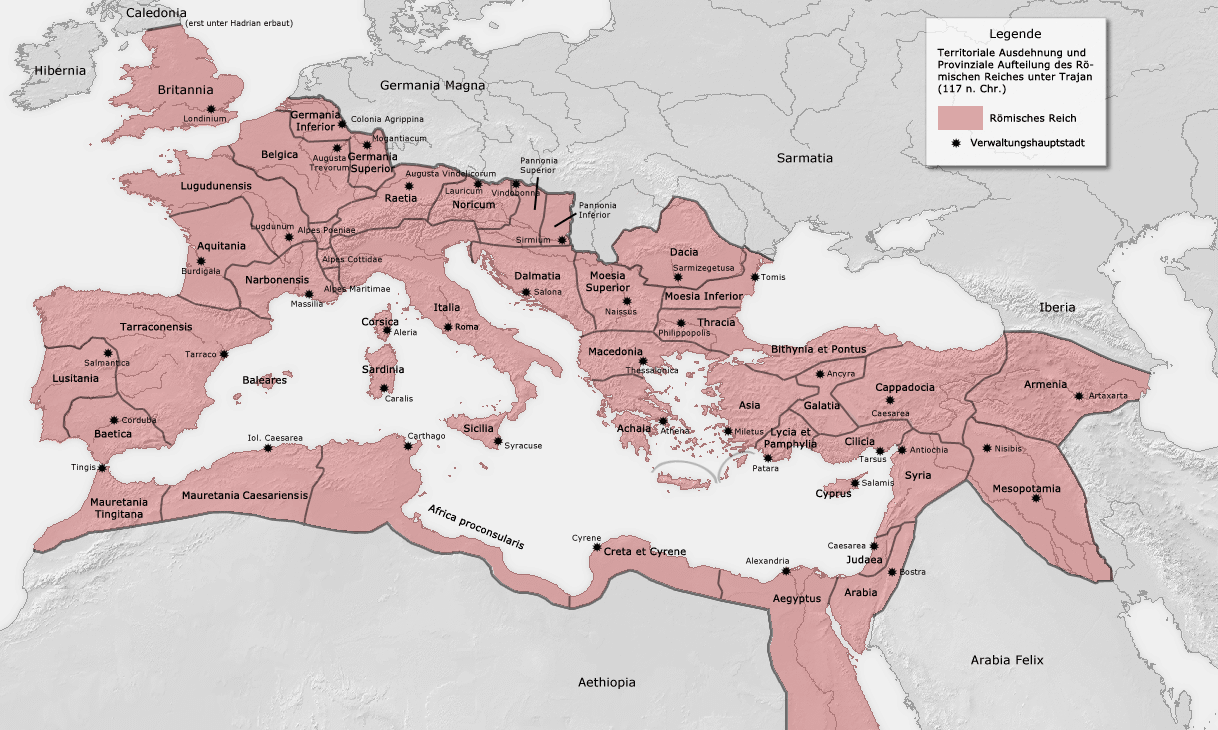
Het Romeinse Rijk op zijn hoogtepunt, onder keizer Trajanus

In de 3e en 2e eeuw v.Chr. werden de Punische oorlogen tegen de stad Carthago uitgevochten. Hierbij trok de beroemde Carthaagse generaal Hannibal met zijn hele leger via Spanje over de Alpen en vocht in geheel Italië voordat hij verjaagd kon worden. Nadat Carthago in 146 v.Chr. definitief was verslagen hadden de Romeinen de macht in het gebied van de Middellandse Zee. Veel oorspronkelijk Carthaagse en Griekse kolonies in Afrika, Frankrijk en Spanje behoorden nu tot het Romeinse Rijk. Rond 200 v.Chr. kwam ook Griekenland zelf onder Romeinse heerschappij en daarbij de Griekse kolonies in het oosten, zoals Klein-Azië Syrië Palestina en Egypte.
Julius Caesar veroverde tussen 60 en 50 v.Chr. heel Gallië. 27 v.Chr. vormde de start van het Romeinse Keizerrijk en de start van de Pax Romana, een vredevolle periode waarin Rome tot bloei kwam en de culturele, politieke en economische hoofdstad van (bekende) wereld werd: het Caput Mundi. Het was Keizer Claudius die 100 jaar later Britannia aan het rijk toevoegde. Trajanus was de laatste grote veroveraar. Hij veroverde aan het begin van de 2e eeuw Dacië en grote delen van het Parthische rijk al moest dat gebied al snel weer opgegeven worden. Onder Trajanus bereikte het Romeinse Rijk zijn grootste omvang. Het grondgebied liep van Noord-Engeland tot Egypte. Zijn opvolgers consolideerden de grenzen. Alle pogingen om de Germanen te verslaan en hun grondgebied te bezetten mislukten. Een lange periode van relatieve vrede brak aan. De Romeinen verspreidden het Latijn en hun cultuur over hun rijk. Germaanse stammen werden aan de grenzen toegelaten en mochten in bijvoorbeeld België wonen als ze zich maar aan de Romeinse regels hielden. De dood van Marcus Aurelius in 180 en de crisis van de derde eeuw markeerden het einde van het gouden tijdperk van Rome en het begin van het verval. In 284 werd het rijk gesplitst in een West-Romeins Rijk en een Oost-Romeins Rijk. Het Westelijke Rijk ging in 476 ten onder door de Germaanse volksverhuizing.

### Twee rijken en hun verval
Omdat het Romeinse Rijk een zo grote omvang had, was het niet goed te verdedigen en werd het uiteindelijk opgedeeld in twee verschillende rijken.
Het westelijke deel omvatte de tegenwoordige landen Italië, Frankrijk, Spanje, Portugal, Zwitserland, Oostenrijk, delen van Duitsland en Nederland, België en een deel van Hongarije en Joegoslavië.
Het oosterse rijk omvatte Griekenland, Turkije, Syrië, Libanon, Israël, Egypte, en delen van Libië, Tunesië en Algerije.
In 286 verhuisde keizer Diocletianus de hoofdstad van West-Romeinse Rijk naar Milaan. Constantijn de Grote maakte van Byzantium de hoofdstad van het Oost-Romeinse Rijk (330), dat hij Nova Roma noemde, maar al gauw als Constantinopel bekendstond. In 402 verhuisde keizer Honorius voor een tweede maal de hoofdstad van West-Romeinse Rijk, ditmaal naar Ravenna.
Het Oost-Romeinse Rijk hield vast aan de oude gebruiken, maar het westelijke deel nam steeds meer Germanen in dienst als soldaten en zelfs als senatoren. Aan het eind van de 4e eeuw kwam de Grote Volksverhuizing op gang. Dit leidde ertoe dat Germaanse en andere barbaarse volkeren de Romeinse grens overstaken en het rijk van binnenuit verzwakten en de macht overnamen. Dit leidde tot grote onrust en op den duur trokken de Romeinen zich uit Noordwest-Europa terug. De macht van het West-Romeinse Rijk was niet groot meer en de laatste keizer werd door een Germaan, Odoaker, in Romeinse dienst in 476 afgezet. Slechts rond de Franse rivier Loire wist een klein Romeins rijk zich nog enige jaren te handhaven tegen de Germanen, het rijk van Syagrius.
Na de val van het westelijke rijk vestigden Goten en Longobarden zich in Italië, al deed de Oost-Romeinse keizer Justinianus in de 5e eeuw nog een mislukte poging het oude Romeinse Rijk te herstellen Italië, Noord-Africa en delen van Spanje te veroveren en te bezetten.
De Germaanse stammen deden ook een aanval op het oosterse rijk, maar wisten daar geen blijvende veroveringen te verwezenlijken, slechts een deel van Afrika werd veroverd.

## Middeleeuwen

### Rijk van Odoaker en Ostrogotische Rijk (476 - 550)
Het Rijk van Odoaker bestond van 4 september 476 tot 15 maart 493 en was de staatkundige opvolger van het West-Romeinse Rijk in het Romeinse kerngebied Italië. Odoaker was een Germaanse huurling die de laatste Romeinse keizer verdreef. Odoakers rijk besloeg aanvankelijk slechts het vasteland van Italië. In 477 werd Sicilië veroverd op de Vandalen. Voormalig keizer Julius Nepos, maakte in Dalmatia nog steeds aanspraak op de Westelijke keizerstitel, maar werd vermoord door generaal Ovida. In december 481 of 482 versloeg Odoaker diens leger en voegde Dalmatia bij zijn rijk. Later ondernam hij twee veldtochten tegen de Rugiërs in de voormalige provincie Noricum in het noordoosten, die hij beiden won. De verdreven Rugiërs verbonden zich daarop echter met de Oost-Goten, die in 489 gesteund door het resterende Romeinse Rijk het rijk van Odoaker aanvielen. Onder leiding van Theoderik de Grote behaalden de Oost-Goten een reeks van zeges en belegerden zij de hoofdstad Ravenna. Uiteindelijk sloten Odoaker en Theoderik op 2 februari 493 een verdrag om ieder over de helft van Italië te heersen. Bij een feestmaal om dit verdrag te vieren op 15 maart, doodde Theoderik, Odoaker waarop het Rijk van Odoaker overging in het Ostrogotische Rijk.
Toen Theodorik de Grote stierf in 526 werd zijn dochter Amalasuntha koningin der Ostrogoten. Zij wist het rijk echter niet bijeen te houden en de katholieke Romeinen en de ariaanse Ostrogoten groeiden uit elkaar. Dit zette de Romeinse keizer Justinianus er toe aan de Ostrogoten de oorlog te verklaren. Rond 550 was het rijk nagenoeg vernietigd en maakte geheel Italië weer deel uit van het Romeinse Rijk.

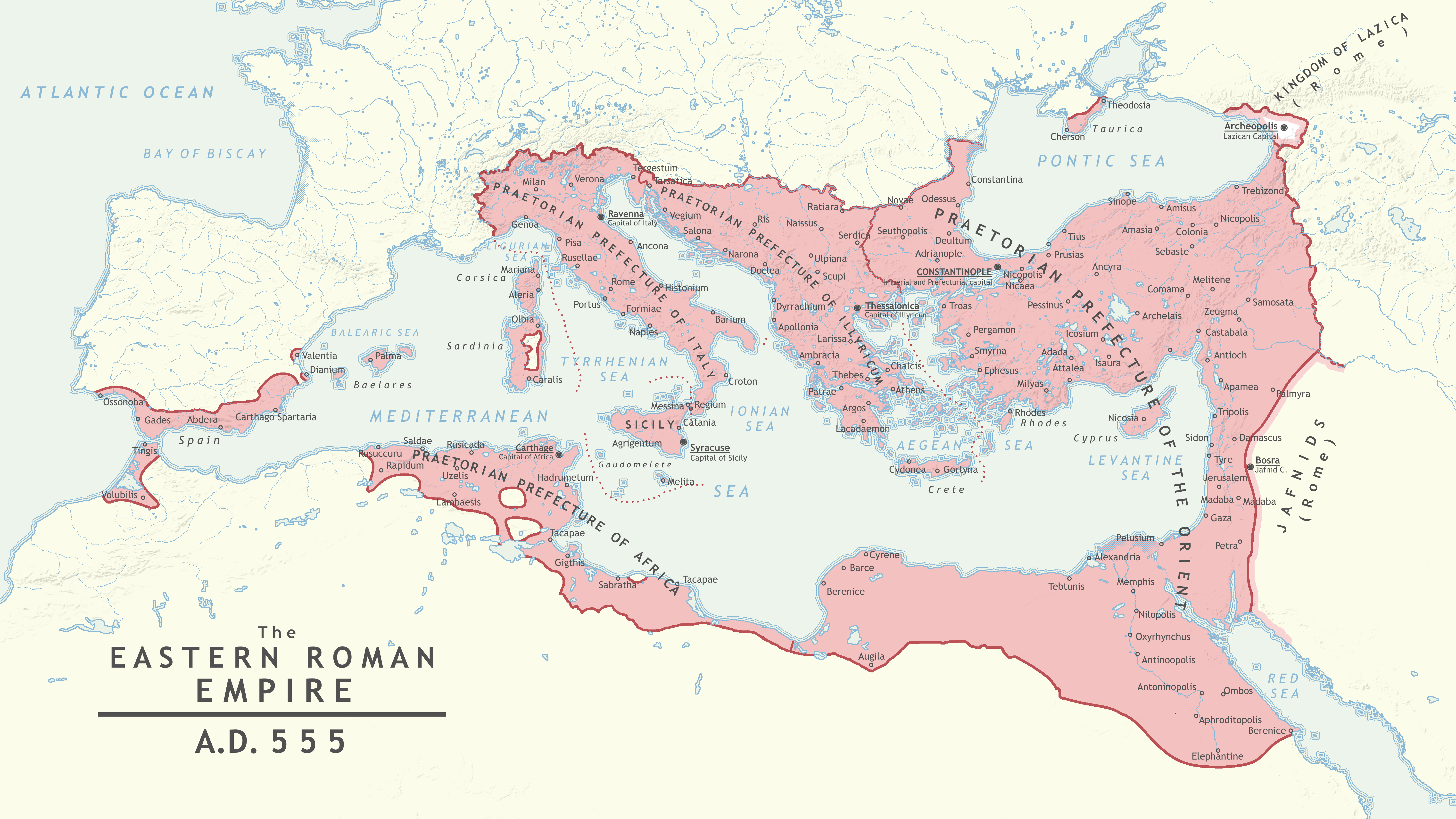
Het "Oost"-Romeinse Rijk rond 555 na de veroveringen door Justinianus.

### Oost-Romeinen en Longobarden (568 - 774)

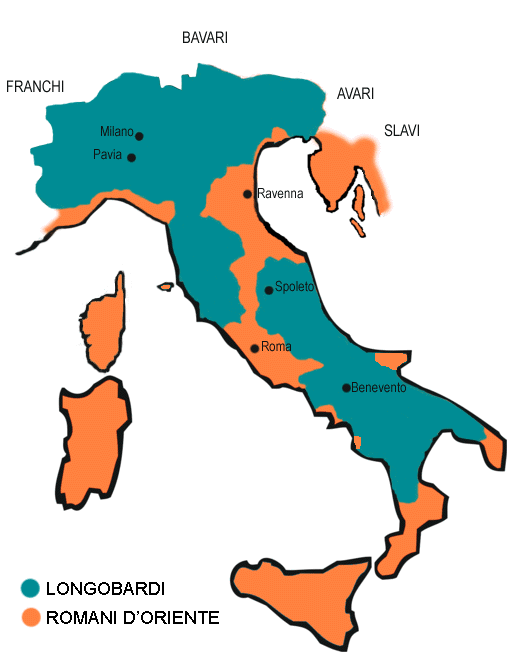
Het Oost-Romeinse deel (oranje) en het Longobardische Rijk (blauw) in 590

Onder druk van de Avaren verlieten in 568 de Longobarden en een deel van de Gepiden de Balkan, trokken de Alpen over en vielen Italië binnen. Keizer Justinus II had niet de middelen om ze tegen te houden. Hoewel ze er niet in slaagden om de ommuurde steden in te nemen, veroverden ze een groot deel van Noord- en Midden-Italië. De stad Pavia in de Povlakte werd de hoofdstad van het koninkrijk nadat het in 572 was ingenomen. Italië werd verdeeld tussen de Longobarden en de Oost-Romeinen. Dit betekende het einde van de politieke eenheid van Italië, tot in de 19e eeuw. De Oost-Romeinen hadden het exarchaat Ravenna, het gebied rond Rome (hertogdom Rome), hertogdom Perugia, enkele kuststeden, en delen van Zuid-Italië. De Longobarden hadden het hertogdom Friuli, hertogdom Ivrea, hertogdom Tridentum, hertogdom Spoleto en het hertogdom Benevento. Dit laatste deel van het Longobardische Rijk zou relatief zelfstandig worden.
In 661 kreeg Napels zelfbestuur van de Oost-Romeinse keizer. Hierdoor ontstond het hertogdom Napels. Het Oost-Romeinse (of Byzantijnse) gebied in Italië kromp geleidelijk. Rond 717 was het uiteengevallen in verschillende delen: het exarchaat Ravenna, het hertogdom Rome, het hertogdom Napels en het hertogdom Calabria. De eilanden Sicilië, Sardinië en Corsica bleven volledig in Oost-Romeinse handen.
In 751 konden de Longobarden onder koning Aistulf het exarchaat Ravenna veroveren en doodden daarbij de laatste Byzantijnse exarch, Eutychius. In Rome voelde paus Zacharias zich bedreigd door de oprukkende Longobarden en zocht hulp bij de Frankische Pepijn de Korte. Hij kroonde hem tot nieuwe koning der Karolingen. Pepijn de Korte dwong de Longobarden na twee succesvolle veldtochten in 754 en 756 hun veroveringen op te geven en over te dragen aan de paus; deze zogenaamde schenking van Pepijn legde de basis voor de Kerkelijke Staat in het centrum van het Italiaanse schiereiland. In het zuiden behield het Oost-Romeinse Rijk nog enkele bezittingen.

### Frankische Rijk en instabiliteit (774 - 1000)

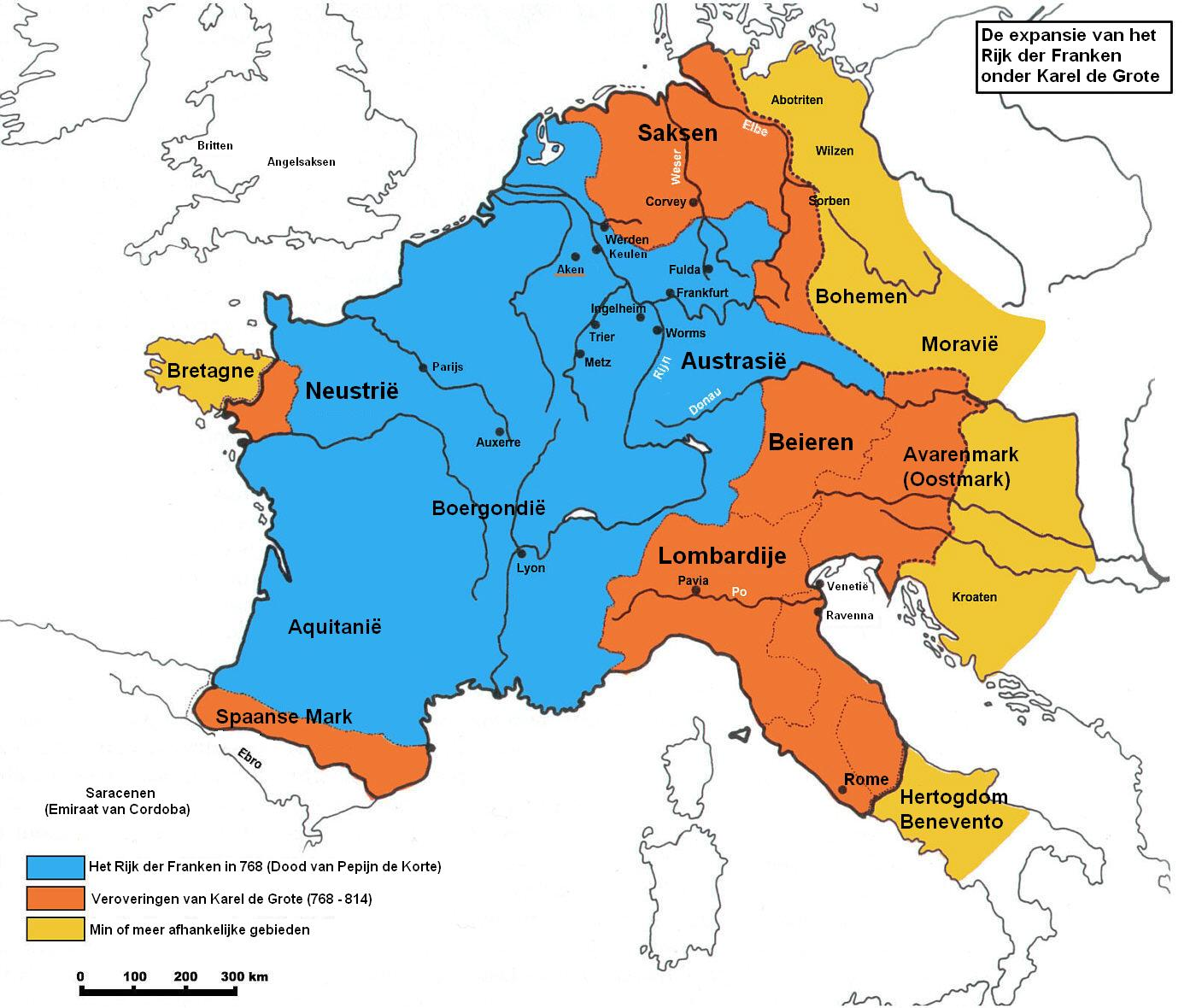
De expansie van het rijk der Franken onder Karel de Grote.

Paus Adrianus I schaarde zich achter Karel de Grote tijdens de familiale twisten die er heersten. De laatste koning der Longobarden, Desiderius werd in 774 verdreven door Karel de Grote en vanaf dan regeerden de Franken over Noord-Italië in het daar gestichte koninkrijk Italië (774-962). Na de dood van Karel de Grote zou Italië echter verzeilen in een periode van grote instabiliteit en nam de macht van de steden toe.
In de achtste eeuw omvatte het hertogdom Benevento bijna geheel Zuid-Italië, behalve Sicilië en had een grote autonomie.
Het hertogdom Benevento werd vanaf begin negende eeuw belaagd door de pausen, Byzantijnen, Normandiërs en Duitse keizers. In de negende eeuw scheurden de vorstendommen Salerno en Capua zich los, terwijl de Byzantijnen Adriatische kustgebieden veroverden.
In 843 werd het Frankische Rijk gesplitst en kwam Noord-Italië in Midden-Francië te liggen. Dit rijk werd twaalf jaar later gesplitst en Lodewijk II van Italië werd koning van Italië en keizer. Het Koninkrijk Italië besloeg enkel de Frankische bezittingen in het noorden van Italië. In 879 werd Karel III de Dikke koning van Italië. Drie jaar later werd hij ook koning en keizer van Oost-Francië (en ook West-Francië in 884). Na de dood van Karel III de Dikke in 888 viel het Karolingische Rijk uiteen en verzeilde ook Italië in een periode van chaos. Officieel bleef Noord-Italië tot het Oost-Frankische Rijk behoren. In de negende eeuw werd Venetië, dat nooit door de Franken veroverd was, relatief onafhankelijk van de Byzantijnen.
In dezelfde periode bestond van 847 tot 871 in Zuid-Italië het emiraat Bari, een islamitisch rijk. Het emiraat bestond uit de stad Bari en de omliggende gebieden. In 871 heroverden de Byzantijnen de stad Bari, de hoofdstad van het Emiraat Bari op de Saracenen. Bari werd de hoofdstad van het Byzantijnse Katapanaat van Italië. In 902 veroverden de Arabieren Sicilië. Ze zouden er regeren tot 1061.

Het Koninkrijk Italië rond 949

De periode van grote instabiliteit eindigde even in 951 toen de Oost-Frankische keizer Otto I Noord-Italië binnenviel. Otto stond Berengarius II toe om Italië als zijn vazal te regeren als "koning van Italië". Berengarius ging zich echter steeds onafhankelijker opstellen. Toen hij in 960 het noorden van de Kerkelijke Staat bezette, vroeg paus Johannes XII, Otto I de Grote om hulp. Otto benoemde zijn jonge zoon Otto II tot medekoning en vertrok naar Italië. Op 2 februari 962 werd hij in Rome, naar voorbeeld van Karel de Grote, door de paus tot keizer gekroond. De reële macht van de koning van Italië en van de Oost-Frankische (Duitse) keizer zou in de volgende eeuwen echter sterk verkleinen.

Italië rond het jaar 1000

Rond het jaar 1000 was het huidige Italië verdeeld onder volgende staten: het Koninkrijk Italië (met verschillende markgraafschappen als Verona en Toscane, de Republiek Venetië, de Kerkelijke Staten, het hertogdom Spoleto, het vorstendom Benevento, het vorstendom Capua, het vorstendom Salerno en de Byzantijnse bezittingen rond Bari.

### Opkomst van de maritieme republieken en Sicilië en de investituurstrijd

#### Elfde eeuw
In tegenstelling tot keizer Otto III, die zijn aandacht richtte op Italië, was keizer Hendrik II het grootste deel van zijn regeerperiode bezig met het grondgebied ten noorden van de Alpen. Belangrijke havensteden maakten van de gelegenheid gebruik om autonomie te verkrijgen, het ontstaan van de maritieme republieken.
In het eerste kwart van de elfde eeuw werd Corsica bedreigd door een Arabische invasie. De republieken Pisa en Genua bevrijdden het eiland van de Arabieren, waarna Corsica onder invloed kwam van Pisa. In deze periode kwam een grote immigratie op gang van Toscane naar Corsica.
Vanaf 1030 kregen de Normandiërs vaste voet aan de grond en begonnen met de verovering van Zuid-Italië. In 1051 vroegen de Longobarden van Benevento de pausen om bescherming. In 1074 erkende de vorst van Benevento de paus als leenheer en drie jaar later stierf het Beneventijnse vorstenhuis uit, waardoor het land, waarvan niet veel meer over was dan de directe omgeving van de stad Benevento, in handen kwam van de paus. In 1077 werd het vorstendom Salerno veroverd door de Normandische Robert Guiscard van Apulia.

Italië rond het jaar 1084. De Normandische bezittingen zijn in het groen aangegeven.

Paus Urbanus II startte de eerste van verschillende kruistochten, waar de Italiaanse maritieme republieken sterk van konden profiteren. Vooral Venetië deed goede zaken en kon een maritiem rijk uitbouwen in de Adriatische en Egeïsche Zee.

#### Twaalfde eeuw
In 1130 werden alle Normandische bezittingen in Zuid-Italië onder Rogier II van Sicilië verenigd in het koninkrijk Sicilië. In 1136 trok keizer Lotharius III op tegen Rogier II van Sicilië, maar moest zich uiteindelijk terugtrekken. 

#### Hohenstaufen
In de twaalfde eeuw bereikte de spanning tussen de Roomse keizer en paus een hoogtepunt. De tegengestelde visies in de Investituurstrijd kende elk hun facties. De Welfen (aanhangers van de paus en van de onafhankelijkheid van de steden) en Ghibellijnen (aanhangers van de keizer en tegenstanders van de wereldlijke macht van de paus) tekenden de politiek in Italië. Na het "dieet van Roncaglia" (1158) ontstond er verhoogde spanning tussen de autonome steden en keizer Frederik I Barbarossa. In 1167 werd de Lombardische Liga opgericht, gesteund door paus Alexander III tegen de keizerlijke macht. De Liga wist in 1176 de keizer te verslaan bij Legnano, waarna deze in 1177 de Vrede van Venetië moest aanvaarden. Na deze slag verzwakte de Liga door onderlinge rivaliteit. In de Vrede van Konstanz van 1183 erkende de keizer de Liga en bevestigde autonomie van de steden. Vanaf toen genoten de lokale heersers in het koninkrijk Italië (vaak hertogen) een grote autonomie tegenover de keizer. Keizer Hendrik VI zal in 1194 Italië tijdelijk verenigen: in 1186 werd hij koning van Italië en in 1194 werd hij in Palermo tot koning van Sicilië gekroond.
Na de plotse dood van Hendrik VI in 1197 ontstond de Duitse troonstrijd, die bijna twintig jaar zal duren. Paus Innocentius III (1198-1216) profiteerde van de situatie en plaatste zijn pupil, Frederik II op de Italiaanse troon. In 1237 won hij de Slag bij Cortenuova tegen de Lombardische Liga, maar hij verloor het pleit tegen de pausen. Paus Gregorius IX excommuniceerde Frederik II in 1239 en paus Innocentius IV zette hem af als Rooms-keizer in 1245. Zijn zoon Koenraad IV van Hohenstaufen hield ook beide koningstitels, maar de keizerskroon bleef vacant tot 1312, dat gaf de stadstaten, zoals de Republiek Siena en Milaan, de mogelijkheden zich verder te ontplooien. De Hohenstaufens konden hun macht in (Noord-)Italië en Sicilië moeilijk handhaven, onder meer door de tegenwerking door de pausen.

#### Dertiende eeuw
In 1266 stelde paus Clemens IV de Franse Karel van Anjou aan tot koning van Sicilië. In de tweede helft van de dertiende eeuw verplaatste Karel van Anjou, als nieuwe koning van Sicilië, de hoofdstad van zijn koninkrijk van Palermo naar Napels. Dit leidde in 1282 tot de Siciliaanse Vespers, waarna het eiland Sicilië bij pauselijk besluit aan Peter III van Aragón kwam. Hierdoor ontstonden twee koninkrijken "Sicilië". Het 'oude' koninkrijk Sicilië met hoofdstad Napels werd gaandeweg het koninkrijk Napels genoemd. Beiden zouden in 1860 verenigd worden in het koninkrijk der Beide Siciliën.
De republiek Genua versloeg concurrent Pisa bij de zeeslag bij Meloria in 1284, wat resulteerde in de ondergang van die stad. Hierdoor kreeg Genua ook het eiland Corsica in bezit, wat zo zou blijven tot 1768.

#### Veertiende eeuw
Paus Clemens V, een Fransman, verhuisde in 1309 de apostolische stoel van Rome naar Avignon. Het was het begin van de Babylonische ballingschap der pausen. Rooms-Duitse koning Hendrik VII zag zijn kans schoon om zich in het Italiaans wespennest te begeven en liet zich in 1311 tot koning van Italië en in 1312 tot keizer kronen.
Het was met een Genuees schip dat de Zwarte Dood zijn intrede deed in Europa in 1347. Ongeveer een derde van de Europese bevolking stierf aan de pest (1347-1351). Deze pestepidemie maakte een einde aan een periode van stabiele bevolkingsgroei en het wankele evenwicht tussen de oogst en de voedselbehoefte.
De staat die het sterkst uit de miserie kwam, was Milaan. In 1395 kocht Gian Galeazzo Visconti de hertogelijke titel van Wenceslaus, Rooms-Duits koning van het Heilige Roomse Rijk.

#### Vijftiende eeuw
De dood van de heerser van Forlì, was de vonk, die Noord-Italië in de Lombardische Oorlogen (1423-1454) stortte. De oorlogen gingen voornamelijk tussen het Hertogdom Milaan en de Republiek Venetië. De wisselende partners waren, de nieuwkomer, de Florentijnse Republiek en het koninkrijk Napels. De oorlogen eindigden met de Vrede van Lodi.
De vrede van Lodi aanvaardde de aanstelling van Francesco Sforza, als nieuwe heerser van Milaan en richtte de Italica Liga op, die voor een veertigjarige vrede zou zorgen over Italië (1454-1494).

### Renaissance
In de vijftiende eeuw ontstond, mede onder invloed van de Medici de renaissance. Deze rijke koopmansfamilie spendeerde veel geld aan kunst, hoogwaardig ambacht en wetenschap. Grote kunstenaars als Leonardo da Vinci, Michelangelo en Raphael werkten in hun opdracht.
In de literatuur kwam de renaissance tot uiting als het humanisme. Grondlegger Francesco Petrarca was een groot bewonderaar van de Romeinse oudheid. Hij zag de antieke periode als een tijd van hoge cultuur en hij bestempelde de tijd daarna als 'duister', als een 'tussenperiode'. Die opvatting werd overgenomen; daaraan ontlenen wij nu nog de term middeleeuwen.
Vanuit Italië waaide de kunst, architectuur en literatuur van renaissance en humanisme over naar de rest van Europa. In Italië lagen de culturele centra in Rome en in het Toscane van de Medici.

## Nieuwe tijd
De hoogtijdagen van de Italiaanse steden lagen aan het eind van de middeleeuwen. In de nieuwe tijd brokkelde hun vooraanstaande positie in de wereld langzaam af. Voor het zover was, leverde Italië nog wel een aantal beroemde wereldreizigers. Christoffel Columbus uit Genua ontdekte bijvoorbeeld Amerika en Amerigo Vespucci uit Florence gaf het continent zijn naam. Andere mogendheden trokken uiteindelijk aan het langste eind in de strijd om de nieuwe grond. Ook cultureel zette Italië aan het begin van de nieuwe tijd nog de toon. 

### Italiaanse Oorlogen (1494-1559)
Toen Gian Galeazzo Sforza, hertog van Milaan, in 1494 stierf, eiste koning  Karel VIII van Frankrijk, via de lijn van het huis Anjou-Sicilië en koning Alfons II van Napels, via zijn vrouw Ippolita Maria Sforza, de troon op, het begin van de Italiaanse Oorlogen.
Girolamo Savonarola maakte van de situatie gebruik om de macht te grijpen in de Florentijnse Republiek (1494-1498). Na Savonarola regeerde de bekwame Piero Soderini over de republiek.
Karel en Alfons waren intussen gestorven. De twee nieuwe protagonisten waren koning Lodewijk XII van Frankrijk en koning Ferdinand II van Aragon. De strijd om het hertogdom Milaan kon beginnen, de Italiaanse Oorlog (1499-1504). Frankrijk verkreeg Milaan en Spanje, Zuid-Italië.
Paus Julius II haatte de Borgia's, maar niet hun territoriale veroveringen. Toen de veroverde gebieden hulp vroegen aan de republiek Venetië brak de Oorlog van de Liga van Kamerijk (1508-1513) uit.
Met de aanstelling van Karel van Habsburg als koning van Spanje en keizer van het Heilig Roomse Rijk voelde Frans I van Frankrijk zich omsingeld, een reden om de Italiaanse oorlogen verder te zetten. Na het verlies bij de Slag bij Pavia (1525), volgde de Oorlog van de Liga van Cognac (1526-1530).
Het Beleg van Wenen (1529), een aanval van het Ottomaanse Rijk op het Heilig Roomse Rijk, gaf Frans I het idee om een Franco-Ottomaanse Alliantie te sluiten. De dood van Francesco II Sforza, de laatste hertog van Milaan was het startschot voor de Italiaanse Oorlog (1535-1538). Frans I viel aan via land en de Ottomaanse vloot, onder leiding van Barbarossa, via zee. Terug niet tevreden met de uitkomst, kreeg de oorlog een vervolg. Deze maal kreeg Keizer Karel steun van Hendrik VIII van Engeland. Op het eind waren beide partijen uitgeput. De schatkisten zo goed als leeg. Frans I en Hendrik VIII stierven beide in 1547.
Hendrik II van Frankrijk zette de politiek van zijn vader voort. Hij steunde de Ottomanen in de Middellandse Zee en moeide zich in de Italiaanse politiek. Keizer Karel kreeg nu steun van Cosimo I de' Medici. Moegestreden gaf Karel de fakkel door aan zijn zoon Filips II van Spanje. Filips gooide de oorlog over een andere boeg en viel Frankrijk aan vanuit het noorden. De Slag bij Saint-Quentin (1557) en de Slag bij Grevelingen (1558) dwongen de Fransen tot de ondertekening van de Vrede van Cateau-Cambrésis (1559), het einde van de Italiaanse Oorlogen.

### Spaanse Habsburgers
Tot aan de Spaanse Successieoorlog, begin 18de eeuw, was Italië in handen van de Spaanse Habsburgers. Hoewel het volk niet altijd met de overheersing eens was, heerste over het land een relatieve rust. Cosimo I de' Medici, met steun van paus Pius V, stichtte in 1569, het groothertogdom Toscane.
Het Habsburgs-Frans conflict laaide weer op tijdens de Mantuaanse Successieoorlog (1628-1631). Een persoon, die deelnam aan de vredebesprekingen, was Jules Mazarin. Voor zijn bewezen diensten werd hij uitgenodigd aan het Franse hof.
De politieke inmenging van de Kerkelijke Staat bleef groot, een voorbeeld daarvan zijn de Oorlogen van Castro (1641-1649).

### Barok
De barokperiode loopt ongeveer van 1600 tot 1750 en is herkenbaar aan de pracht en praal. In de schilderkunst uit zich dit in het gebruik van intense en diepe kleuren, lichten en schaduwen. Daarbij wordt in de barok gewoonlijk gekozen voor een dramatische gebeurtenis. Een van de grondleggers was de Italiaanse schilder Caravaggio. De dramatische weergave van Bijbelse gebeurtenissen kenmerken zijn stijl. 
Ook in de beeldhouwkunst is het verschil tussen de Renaissance en de barok goed te zien. De renaissancistische David van Donatello bijvoorbeeld is een stilstaande weergave van de Bijbelse figuur. De barokke uitvoering van Gian Lorenzo Bernini toont dezelfde David op het ‘dramatische’ moment dat hij de fatale steen gooit naar zijn vijand Goliath. 
Bernini en Caravaggio gelden als de stamvader van de barok. Vooral in Rome zijn de sporen van Bernini nog op veel plaatsen zichtbaar. Zo is het Sint-Pietersplein van zijn hand en staat de stad vol met beelden, gebouwen en fonteinen van de barokke meester. Hét voorbeeld van barok is de Trevifontein, ontworpen door Bernini, maar pas vijftig jaar later gebouwd.

### Oostenrijkse Habsburgers
De Spaanse Successieoorlog (1701-1713) werd beëindigd met de Vrede van Utrecht (1713). Daarin werd bepaald dat de kleinzoon van Lodewijk XIV van Frankrijk, Filips van Frankrijk koning werd van Spanje, maar niet van de Spaans-Europese gebieden, waaronder Italië, die kwamen in handen van de Oostenrijkse Habsburgers. Dit was echter zonder Elisabetta Farnese gerekend, de vrouw van Philippe. Haar ambitie was alle Spaanse bezittingen in Italië terug te winnen. In 1717 viel Spanje het koninkrijk Sardinië en later het koninkrijk Sicilië binnen, het begin van de Oorlog van de Quadruple Alliantie.
Met de Poolse Successieoorlog (1733-1738) zag Elisabetta Farnese haar kans schoon om haar streefdoel te hernieuwen. Tijdens deze oorlog stierf Gian Gastone de' Medici, de laatste heerser over het groothertogdom Toscane. Het Verdrag van Wenen (1738) bepaalde dat Don Carlos, de zoon van Elisabetta, koning werd van het koninkrijk Napels en het koninkrijk Sicilië, dit in ruil voor haar eigen thuisland, het hertogdom Parma en Piacenza. Het groothertogdom Toscane werd een onderdeel van de Oostenrijkse monarchie. Ook tijdens Oostenrijkse Successieoorlog (1740-1748) deed ze actief mee. Met de Vrede van Aken (1748) kreeg ze haar erflanden terug.

### Neoclassicisme
Tijdens de regering van Karel van Bourbon, koning van Napels en van Sicilië (1735-1759) werden de ruïnes van Herculaneum en Pompeï opgegraven. Deze opgravingen zullen de inspiratiebron worden voor een nieuwe kunststijl, het neoclassicisme, waarin opnieuw de vermeende puurheid van de klassieken werd nagestreefd.

## Nieuwste tijd

### Napoleontische oorlogen
Na de Italiaanse Veldtocht van 1796-1797 onder leiding van Napoleon Bonaparte werd de kaart van Noord-Italië grondig hertekend. De republiek Venetië werd verdeeld tussen Frankrijk en Oostenrijk. Onder andere werd het hertogdom Milaan, de Cisalpijnse Republiek, het groothertogdom Toscane werd het koninkrijk Etrurië en de Kerkelijke Staat werd de Romeinse Republiek.
De herschikkingen volgden elkaar snel op. De Cisalpijnse Republiek werd de Italiaanse Republiek (1802-1805) en daarna werd het oostelijk deel van Noord-Italië, het koninkrijk Italië (1805-1814) onder leiding van Eugène de Beauharnais, de stiefzoon van Napoleon en het westelijke deel inclusief Etrurië en de Kerkelijke Staat werden ingelijfd bij het Eerste Franse Keizerrijk.

### Congres van Wenen
Na de val van Napoleon in 1814 werd het Congres van Wenen  bijeengeroepen door de overwinnende mogendheden. Een van de uitgangspunten van dit congres was het herstel van de oude vorstenhuizen en de terugwinning van hun territoria. Men ging pragmatisch te werk en zocht naar sterke levensvatbare staten, voor het Italiaanse grondgebied betekende dit:
- koninkrijk Piëmont-Sardinië onder het huis Savoye mocht de republiek Genua annexeren.
- De Kerkelijke Staat in Midden-Italië kwam terug in pauselijke handen.
- Het koninkrijk der Beide Siciliën viel onder heerschappij van een aparte tak van het huis Bourbon.
- Lombardije-Venetië werd een koninkrijk in personele unie met de Oostenrijkse Habsburgers.
- Het Groothertogdom Toscane, het hertogdom Parma en Piacenza, de republiek Lucca en het hertogdom Modena en Reggio werden vazalstaten van Oostenrijk.
- San Marino en Monaco bleven zelfstandig, als dwergstaten.

Voorheen doorgevoerde liberale hervormingen werden stuk voor stuk teruggedraaid.

Italië in 1796
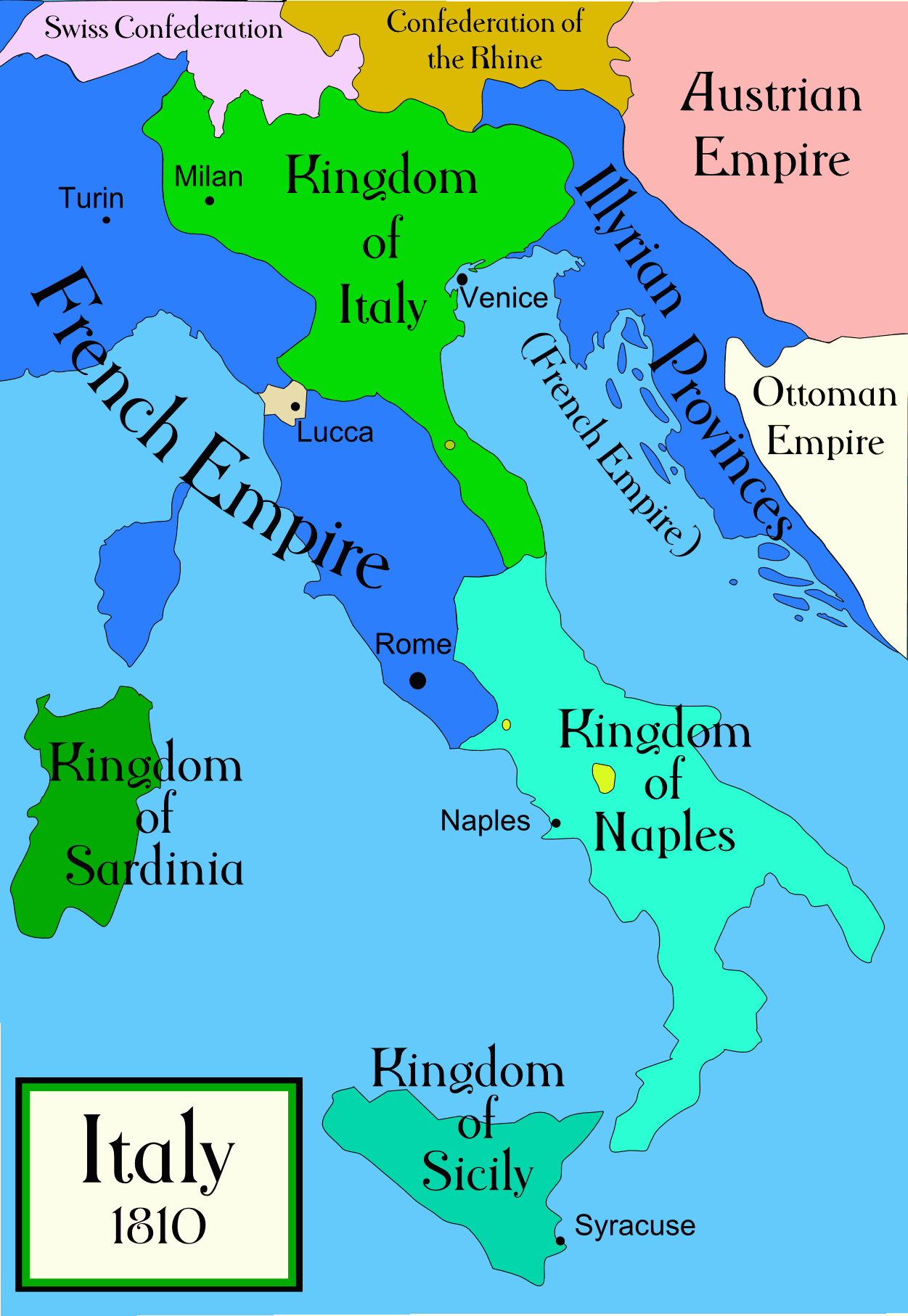
Italië in 1810
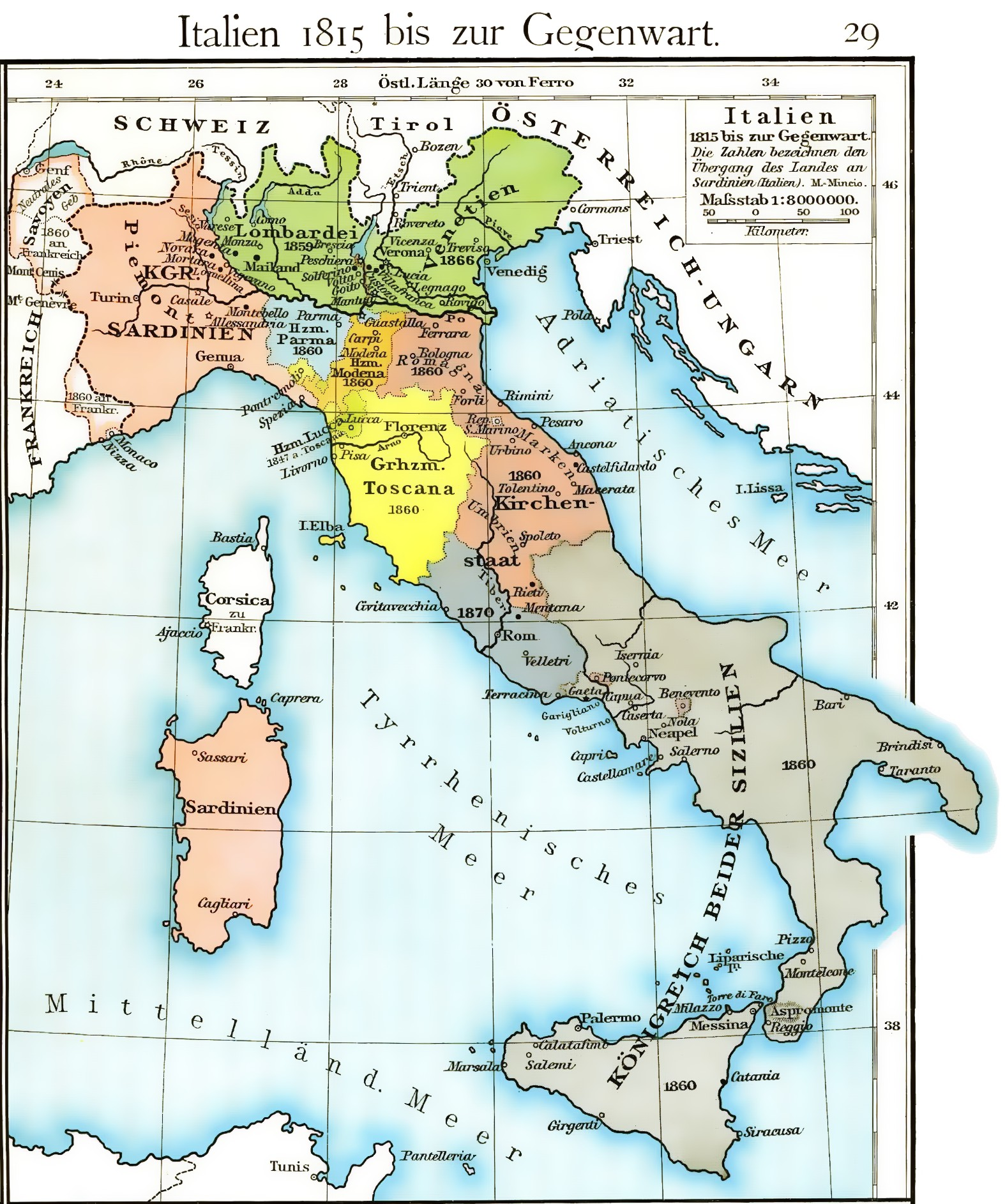
Italië van 1815 tot 1870

### Risorgimento

Italië voor de eenmaking + evolutie tussen 1859 tot 1870

Zoals in de rest van Europa volgde na de Restauratie een reeks revolutiegolven, in 1820, 1830 en 1848. In 1847 stierf Marie Louise van Oostenrijk, weduwe van Napoleon Bonaparte en de oudere zus van keizer Ferdinand I van Oostenrijk, hertogin van het hertogdom Parma en Piacenza. Zoals bepaald tijdens het Congres van Wenen in 1815, kwam het hertogdom terug aan het huis Bourbon-Parma.
Tijdens de revolutiegolf van 1848, brak de Eerste Italiaanse Onafhankelijkheidsoorlog uit en werd de Romeinse Republiek uitgeroepen. Het optreden van Oostenrijk, met steun van Frankrijk betekende een pijnlijke nederlaag voor het nationalisme en zijn aanhangers. Na deze bemoeienis kon alleen Piëmont-Sardinië standhouden als onafhankelijke staat, waardoor het een toevluchtsoord werd voor liberalen, die vaak ook nationalisten en republikeinen waren, van over het hele Italiaanse schiereiland.
Karel Albert van Sardinië werd gedwongen af te treden ten gunste van zijn zoon Victor Emanuel II. Victor Emanuel II installeerde in 1850 een liberale regering onder graaf Camillo Benso di Cavour en werd de drijvende kracht achter de Italiaanse eenheidsbeweging.
In juli 1858 belegden Cavour en Napoleon III de Ontmoeting van Plombières, waarbij in het geheim werd afgesproken dat Piëmont-Sardinië een gewapend conflict zou uitlokken met Oostenrijk, wat voor Frankrijk een aanleiding zou zijn militair op te treden tegen de Oostenrijkse mededinger. Piëmont-Lombardije zou na de overwinning worden uitgebreid met Venetië, en het Koninkrijk Noord-Italië vormen. Als beloning voor de Franse steun zouden Savoie en Nice in handen komen van Frankrijk. De overige Italiaanse staten zouden daarna aangemoedigd worden een statenbond te vormen met de paus als voorzitter. Cavour liet de Piëmontse troepen mobiliseren, wat inderdaad een militaire inval van Oostenrijk uitlokte. Rusland en Pruisen namen een dreigende houding aan tegenover Frankrijk, zodat Napoleon III genoodzaakt was een verdere opmars naar Venetië af te blazen.
Vanaf 1860 streed Giuseppe Garibaldi mee voor de vrijheid van Italië met 1.089 Roodhemden, I Mille, tussen 11 en 70 jaar oud. Door de verovering van Sicilië, Calabrië en ten slotte Napels bracht hij het koninkrijk der Beide Siciliën ten val. Garibaldi droeg de macht over aan Vittorio Emanuele, die daarmee de eerste koning van Italië werd.

### Koninkrijk Italië

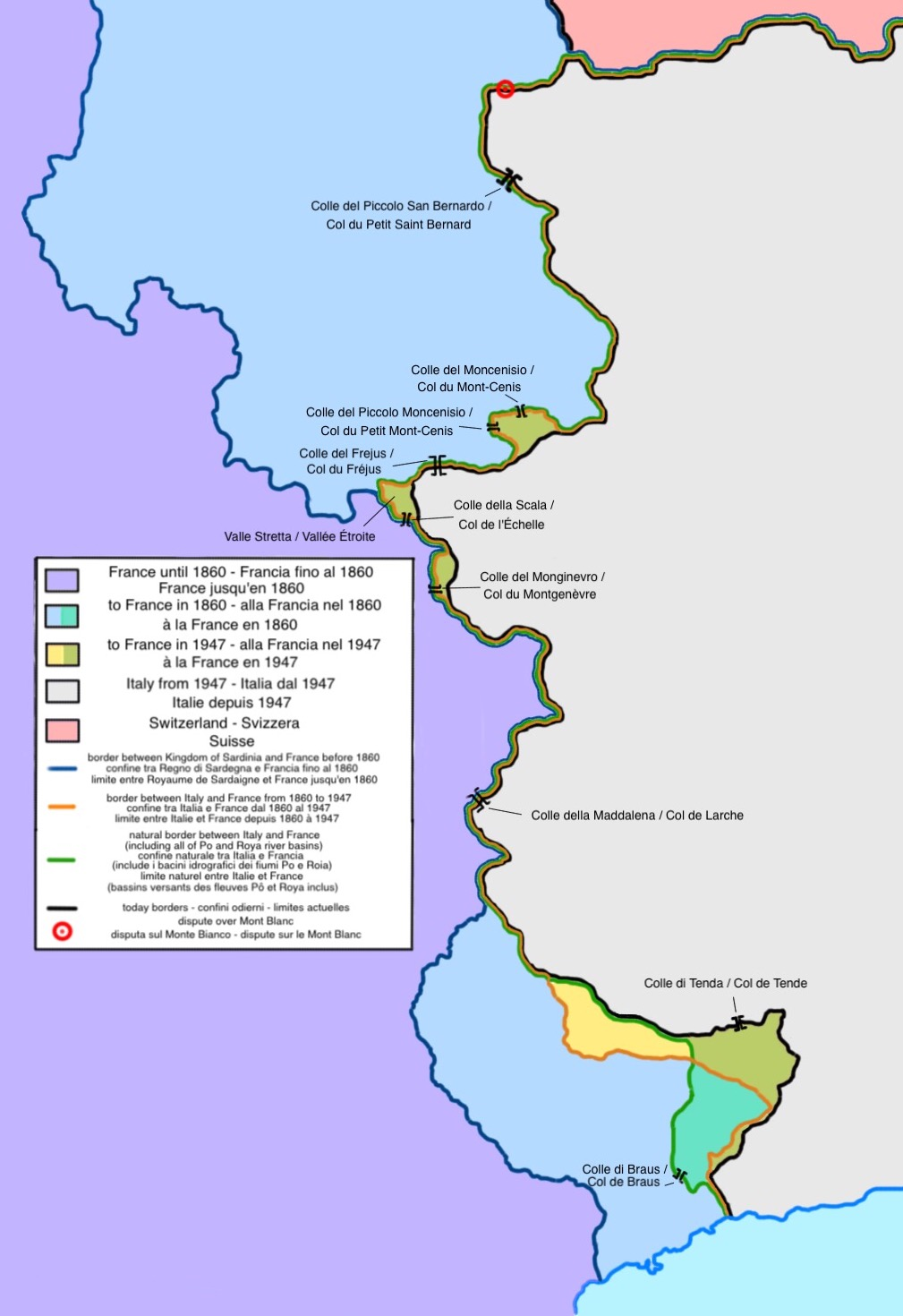
Ontwikkeling van de Frans-Italiaanse grens sinds 1860

Bij het uitroepen van het Koninkrijk Italië, hoorden er nog twee regio's niet bij, Veneto, in handen van Oostenrijk en de Kerkelijke Staat, onder protectie van Frankrijk. Veneto sloot aan na de Derde Italiaanse Onafhankelijkheidsoorlog, een onderdeel van de Oostenrijks-Pruisische Oorlog en het daarna gesloten Verdrag van Wenen (1866). De zogenaamde "Romeinse Kwestie", het lot van de Kerkelijke Staat zal nog duren tot de inname van Rome in 1870. Paus Pius IX verloor zijn wereldlijke macht, de eenheid van Italië was nu een feit, maar het bleef wel een etterbuil in het zeer katholieke Italië. Pas in 1929 werd dit probleem opgelost, toen Benito Mussolini in het Verdrag van Lateranen de paus toestond om van Vaticaanstad een zelfstandige staat te maken.
Umberto I kreeg de bijnaam de Goede, hij stond dicht bij zijn volk en leger. Bij rampen stond hij in de bres en van het leger ontving hij een gouden medaille voor zijn grote moed.  Hij respecteerde de grondwet en volgde het parlement zo veel mogelijk in zijn keuze van premiers. Hij werkte mee aan de totstandkoming van de Triple Alliantie (1882). Hij was van plan een groot koloniaal rijk in Oost-Afrika te stichten, maar zijn ambitie werd gedwarsboomd toen het Italiaanse leger op 1 maart 1896 vernietigend werd verslagen door het leger van Ethiopië in de Slag bij Adwa. De grote populariteit van de koning verminderde daarna. Niettemin werd hij zeer gehaat in extreemlinkse kringen vooral onder de anarchisten en werd door een van hen vermoord op 29 juli 1900.
Victor Emanuel III zette het werk van zijn vader verder. Hij was liberaal gezind en een hard en plichtsgetrouw werker, die grote idealen over het koningschap had. Italië sloot in 1902 een overeenkomst met Frankrijk, die inhield dat Frankrijk Italië de vrije hand liet in de in Noord-Afrika gelegen Ottomaanse provincie Tripolitanië in ruil voor een soortgelijke verklaring van Italië ten aanzien van Marokko. Toen Marokko in de zomer van 1911 inderdaad een Frans protectoraat geworden was, verklaarde Italië op 25 september 1911 het Ottomaanse Rijk de oorlog. Met de Vrede van Lausanne (1912) stemde het Ottomaanse Rijk in met de creatie van Italiaans-Libië.

### Eerste Wereldoorlog
Bij het uitbreken van de Eerste Wereldoorlog was Italië formeel bondgenoot van de centralen, maar verklaarde zich aanvankelijk neutraal omdat het de centralen als agressors beschouwde. Bovendien had het de ambitie een Groot-Italië te worden, waartoe het op delen van Oostenrijk-Hongarije aanspraak maakte. De Britten zochten toenadering tot Italië: bij het Pact van Londen werd Italië royale gebiedsuitbreiding beloofd als het mee zou vechten aan de zijde van de Entente.
Dit deed Italië uiteindelijk en het verklaarde Duitsland, Oostenrijk-Hongarije en het Ottomaanse Rijk de oorlog. Italiaanse legers vochten in Libië tegen de Turken, en in Zuid-Tirol tegen Oostenrijk-Hongarije. Italië was echter een doorn in het oog van de Entente:
het land wist in Libië grote overwinningen te behalen, maar dat waren dan ook de enige van de gehele oorlog. In het noorden openden de Italianen een offensief tegen Oostenrijk-Hongarije, dat toen de tegenwoordige Italiaanse regio Zuid-Tirol in handen had. In de oostelijke Alpen werden ze echter in 1917 in de Slag bij Caporetto verslagen en door een Duits-Oostenrijkse aanval zelfs teruggedreven, waardoor de frontlinie op 50 kilometer van Venetië kwam te liggen. Kleine Britse en Franse eenheden hielpen de Italianen en langzaam boekten ze enige overwinningen.
Oostenrijk-Hongarije capituleerde en Italië kreeg de volgende regio's toegewezen volgens het Pact van Londen:
- Zuid-Tirol.
- Triëst.
- Istrië.
- een deel van Dalmatië.
- Albanië werd een protectoraat van Italië.
- als gevolg van het uiteenvallen van het Ottomaanse rijk kregen de Italianen de controle over Libië.
- Italiaans-Eritrea en Italiaans-Somaliland werden internationaal erkend als Italiaanse koloniën.

Dit pakket was echter een teleurstelling voor Italië, dat had gehoopt op de volledige controle over de Adriatische Zee. Dit hadden ze volgens eigen zeggen wel verdiend na de zware verliezen tegen Oostenrijk-Hongarije.

### Opkomst van Benito Mussolini

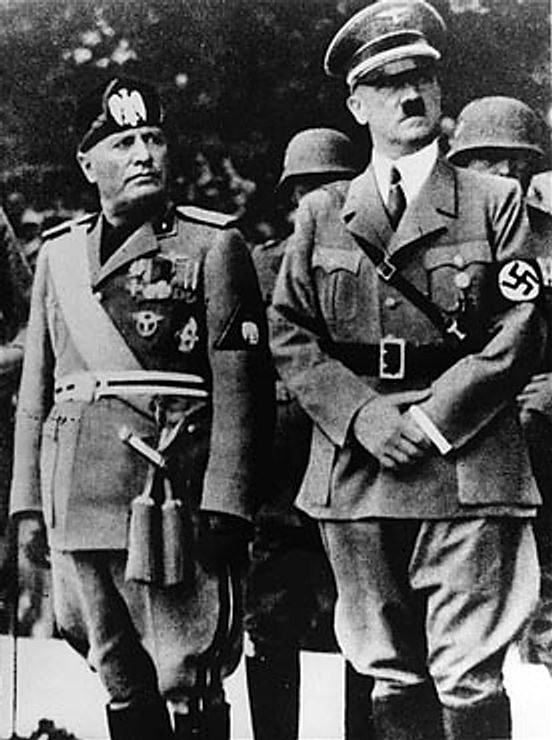
Benito Mussolini en Adolf Hitler

Na de Eerste Wereldoorlog kwam Italië in een politieke crisis terecht, waarvan de fascist Benito Mussolini gebruik wist te maken. In 1922 greep hij met zijn 'Mars op Rome' de macht en vestigde zijn dictatuur. Hij was evenwel geen alleenheerser, Victor Emanuel III bleef aan als koning.
In de Spaanse Burgeroorlog vocht Italië samen met Duitsland in de strijd van generaal Francisco Franco tegen de Tweede Spaanse Republiek. Italië zond duizenden soldaten, die overigens niet veel grote successen boekten. In 1936 bezette Italië Abessinië. Hierdoor verkoelden de relaties met het Verenigd Koninkrijk en Frankrijk, en het land werd door de Volkenbond geroyeerd. Italië werd zo steeds meer in de armen van nazi-Duitsland gedreven. In 1939 bezette en annexeerde Italië Albanië.

### Tweede Wereldoorlog
Mussolini verbond zich in 1939 met het nazi-Duitsland van Adolf Hitler (de As Rome-Berlijn) en zo kwam hij regelrecht in de vuurlinies van de Tweede Wereldoorlog. Na de Poolse Veldtocht en de oorlogsverklaringen tussen Engeland en Frankrijk aan de ene zijde en nazi-Duitsland aan de andere zijde, bleef Italië aanvankelijk afzijdig. Pas toen het Franse leger vrijwel was verslagen verklaarde Mussolini de oorlog aan de geallieerden en deed het Italiaanse leger een inval in het zuiden van het land. De Italianen wisten echter maar enkele kleine steden te veroveren en kwamen niet verder omdat ze nu het grondgebied van Vichy-Frankrijk moesten erkennen.
Daarna wendde Mussolini zich naar Afrika en de Balkan en hoopte via een grootse aanval Griekenland, Egypte en misschien ook Soedan te bezetten. De Italiaanse offensieven liepen echter overal al snel vast en in de Grieks-Italiaanse oorlog werden zelfs delen van het Italiaans protectoraat Albanië heroverd. Pas toen Duitse troepen te hulp schoten werden de geallieerden in Griekenland en de Italiaanse kolonie Libië teruggedreven.
Italië kreeg nu Montenegro, Kosovo, Dalmatië en grote delen van Griekenland, en het Italiaanse rijk bereikte zijn hoogtepunt.
De loop van de oorlog begon echter te keren toen de geallieerden het Duitse Afrikakorps uit Tunesië en Libië verdreven en optrokken naar Sicilië. Het eiland werd veroverd, en de geallieerden begonnen de Italiaanse Veldtocht waarin ze moeizaam naar het noorden optrokken. De fascistische hoge raad en de koning verklaarden geen vertrouwen meer in Mussolini te hebben, en zetten hem af. Het nieuwe staatshoofd werd Pietro Badoglio en Mussolini werd gevangengezet. Italië sloot vrede met de geallieerden en verklaarde op 13 oktober 1943 de oorlog aan Duitsland en de asmogendheden. Tijdens de Tweede Wereldoorlog werd de hoofdstad gedurende een paar maanden ( september 1943 - februari 1944 ) overgebracht naar Brindisi en later naar Salerno aan de baai van Napels, omdat Rome bezet werd door het Duitse leger.
Op 12 september 1943 werd Mussolini door de Duitsers bevrijd. Hij werd aan het hoofd geplaatst van de Italiaanse Sociale Republiek, een zwaar onder Duitse invloed staande marionettenregering in Noord-Italië, met Salò aan het Gardameer als hoofdstad. Deze republiek moest Zuid-Tirol aan Duitsland afstaan en verloor continu grondgebied aan de geallieerde opmars. Nadat de laatste Duitse SS-eenheden zich in april 1945 overgaven in Noord-Italië werd Mussolini door partizanen gearresteerd en vermoord. Zijn lichaam werd ondersteboven opgehangen aan het dak van een benzinestation in Milaan.

## Hedendaagse tijd

### Na de Tweede Wereldoorlog
Na de oorlog moest Italië onder andere de Dodekanesos en Istrië afstaan. In 1946 sprak de Italiaanse bevolking zich in een referendum uit voor de invoering van een republiek. Vanwege zijn collaboratie met de fascisten werd koning Victor Emanuel III verbannen en mocht samen met zijn mannelijke familieleden nooit meer voet op Italiaans grondgebied zetten. Vrouwelijke familieleden mochten wel het land in, maar deden dit niet. In 2002 werd deze ban opgeheven. Sindsdien zijn de nazaten van de laatste koning weer welkom in hun vaderland.

### Jaren van Lood
Jaren van Lood (Italiaans: Anni di piombo) is een term die wordt gebruikt voor een periode van sociale en politieke onrust in Italië die duurde van eind jaren zestig tot eind jaren tachtig, gekenmerkt door een golf van zowel extreemlinkse (o.a. de Rode Brigades) als extreemrechtse (o.a. de Ordine Nuovo) incidenten van politiek terrorisme. Het begon met de Bomaanslag in Milaan op 12 december 1969, met als trieste dieptepunt de Bomaanslag in Bologna op 2 augustus 1980. In 1988 werden de Rode Brigades ontbonden.
De Italiaanse republiek bestaat tot op heden nog altijd, maar wordt gekenmerkt door veel regeringswisselingen. Geen enkele regering heeft tot op heden de maximale zittingsduur van vijf jaar uitgezeten. Dit moet overigens niet worden opgevat als politieke instabiliteit; tot in de jaren negentig waren wisselingen in de aanhang van politieke partijen zeer gering, waarbij de christendemocratische partij permanent een hoofdrol vervulde en de bijna even grote communistische partij permanent werd uitgesloten van regeringsdeelname op landelijk niveau.

### Silvio Berlusconi
Na de wereldwijde instorting van het communisme en een heroriëntatie van het Italiaanse communisme trad er een drastische herschikking van het politieke landschap op, met meer mogelijkheden voor linkse partijen in de regering, maar ook voor een grote rechtse populistische bewegingen.
Een gerechtelijk onderzoek tegen de corruptie in het land, onder de term Mani pulite of schone handen, geleid door magistraat Antonio Di Pietro zorgde voor een kentering in het politiek landschap. De mediamagnaat Silvio Berlusconi slaagde erin de politieke partijen Forza Italia, Lega Nord en Alleanza Nazionale samen aan tafel te krijgen en zo de verkiezingen van 1994 te winnen.
Silvio Berlusconi hield het drie termijnen vol tot hij in 2013 door een meerderheid van de senators uit het parlement werd gestemd wegens zijn veroordeling voor belastingfraude.

## Voetnoten
1. ↑  M. Pallotino, A History of Earliest Italy, Ann Arbor, 1991, p. 50.
2. ↑  Deze alinea is gebaseerd op het artikel 'History of Italy' van de Engelstalige Wikipedia.
3. ↑  https://web.archive.org/web/20080625094232/http://www.channel4.com/history/microsites/H/history/a-b/blackdeath.html
4. ↑  Roeland Segeren, De geschiedenis van Italië in begrijpelijke taal (2012) p.63
5. ↑  Roeland Segeren, De geschiedenis van Italië in begrijpelijke taal (2012) p.78-79